# Aliens Versus Predator (trò chơi điện tử năm 1999)
Alien vs Predator là một trò chơi video hành động bắn súng góc nhìn người thứ nhất được Rebellion Developments phát triển và Electronic Arts (EA) phát hành cho hệ điều hành Microsoft Windows và Mac OS X vào năm 1999. Game có cốt truyện dựa trên phim khoa học viễn tưởng Alien vs. Predator. Phần tiếp theo của trò chơi, Alien vs Predator 2, được Monolith Productions phát triển và Sierra Entertainment phát hành năm 2001.

## Gameplay
Tương tự như trò chơi Alien vs Predator phát hành cho hệ máy Atari Jaguar năm 1994, Alien vs Predator cung cấp ba chế độ lựa chọn nhân vật khác nhau, mỗi chế độ tương ứng với một phe thuộc một trong ba chủng loài riêng biệt: Alien, Predator và Colonial Marine của con người. Mỗi nhân vật mà người chơi điều khiển có mục tiêu, khả năng và vũ khí khác nhau. Cơ chế chơi đơn cung cấp cho người chơi một loạt các cấp độ thông thường để tiến bộ qua các cấp độ được thiết kế xung quanh khả năng của từng nhân vật.
Khi nhập vai Colonial Marine, người chơi sử dụng một số vũ khí để chống lại cả Alien và Predator. Colonial Marine luôn mặc áo giáp để bảo vệ, sử dụng thiết bị tăng cường hình ảnh và pháo sáng để cải thiện tầm nhìn trong các khu vực tối.
Khi nhập vai Predator, người chơi sử dụng nhiều loại vũ khí giống như trong các bộ phim Predator gồm giáo, dao găm, phi tiêu lưỡi cưa, dĩa ném, móng vuốt và súng năng lượng đeo trên vai. Predator là chủng loài có sức bền cao nhất trong ba phe và có thể sống sót khi rơi từ độ cao lớn hơn con người. Người chơi có thể sử dụng thiết bị che giấu hiện diện để trở nên vô hình và một số chế độ nhìn khác nhau để giúp phát hiện kẻ thù, bao gồm chế độ tầm nhìn hồng ngoại và chế độ nhạy cảm với hệ thống điện.
Khi nhập vai Alien, người chơi có thể tự do khám phá hầu hết các môi trường của trò chơi, thậm chí có thể leo qua các bức tường và trần nhà. Alien không có vũ khí, thay vào đó chúng sử dụng móng vuốt, đuôi và hàm để tấn công kẻ thù. Màn hình sẽ biến thành hiệu ứng thấu kính mắt cá để phản chiếu phạm vi quan sát của Alien. Người chơi có thể sử dụng hình thức định vị bằng tiếng vang trong các vùng tối và thông qua pheromone phân biệt đồng loại với kẻ thù là con người hoặc Predator. Alien có thể rơi từ bất kỳ độ cao nào mà không bị thương và là chủng loài nhanh nhất trong ba phe.
Một số chiến dịch cho phép mỗi nhân vật của người chơi truy cập vào các phần nhiệm vụ của nhân vật khác. Để cho phép các Colonial Marine và Predator đi qua các khu vực nhiệm vụ của Alien, người chơi được cung cấp một ba lô phản lực đối với Colonial Marine hoặc một súng bắn móc kéo đối với Predator.

## Cốt truyện
Trong phần một này game chỉ giới thiệu sơ lược về ba phe: Alien, Predator và Colonial Marine. Cốt truyện của cả ba phe độc lập với nhau. Khi vào vai Alien, người chơi phải bảo vệ tổ của Alien khỏi lực lượng Colonial Marine của con người, sau đó lẻn vào một tàu vũ trụ sơ tán và đến con tàu Ferarco của các Colonial Marine. Khi hệ thống tự hủy của Ferarco được kích hoạt, người chơi phải đến được tàu con thoi đưa họ đến Trạm Gateway. Tại đây người chơi khám phá nhà ga và chiến đấu với nhiều Colonial Marine hơn, sau đó di chuyển tới chỗ một con tàu sắp khởi hành đến Trái Đất. Trước khi lên tàu, người chơi sẽ chiến đấu với hai Predator, sau đó đi vào tàu con thoi hướng đến Trái Đất.
Khi vào vai Colonial Marine, người chơi sẽ bắt đầu tại một trạm nghiên cứu trên LV-426 được xây dựng để nghiên cứu phi thuyền vô chủ nơi phi hành đoàn Nostromo lần đầu tiên chạm trán với những quả trứng Alien trong bộ phim Alien (1979). Các Alien tấn công bất ngờ và người chơi phải chiến đấu theo cách của họ thông qua cơ sở nghiên cứu, con tàu vô chủ và một thuộc địa liền kề. Tiếp theo, người chơi khám phá trạm xử lý khí quyển và tắt các van làm mát của nó để gây ra một vụ nổ quét sạch Alien. Nhân vật người chơi trốn thoát trong một chiếc tàu và đi đến Trạm Odobenus, nơi họ chiến đấu với nhiều Alien, Predator, Facehugger và Alien được tăng cường sức chiến đấu cho đến khi đến được tàu vũ trụ Tyrargo. Trên con tàu, người chơi sẽ chiến đấu với nhiều kẻ thù hơn bao gồm loài lai mang tên Predalien và Alien "pháp quan". Sau cùng người chơi sẽ chiến đấu với một Alien Queen, đánh bại nó bằng cách trục xuất nó ra ngoài không gian qua cửa thông gió.
Khi vào vai Predator, người chơi sẽ đến thăm ba hành tinh khác nhau, sau đó tiến hành săn lùng các Colonial Marine để phục hồi một con tàu của Predator bị thu giữ và truy tìm kẻ điều khiển nó từ một căn cứ quân sự của con người. Alien vô tình được thả ra trong căn cứ và người chơi phát hiện ra rằng con người đã tạo ra loài lai Predalien bằng cách cấy phôi Alien vào cơ thể của Predator bị bắt giữ. Người chơi đánh bại Predalien, kích hoạt cơ chế tự hủy của cơ sở và trốn thoát trong con tàu Predator. Tiếp theo, người chơi sẽ đến thăm Fiorina "Fury" 161, hành tinh nhà tù vốn là bối cảnh của Alien 3 (1992), nơi có nhiều Alien và Colonial Marine hơn. Cuối cùng người chơi đến thăm môi trường sống của Alien do lực lượng Colonial Marine kiểm soát, chiến đấu với các Alien được tăng cường sức chiến đấu, Alien "pháp quan" và cuối cùng là đánh bại Alien Queen.

## Ưu điểm-nhược điểm
Game khá hay cho những ai đang mê thể loại bắn súng lấy bối cảnh viễn tưởng và các fan của Alien. Nhược điểm là game không có chế độ lưu tự do, do đó khi chết bạn phải chơi lại từ đầu. Đây sẽ là trở ngại khi chơi phe Alien vì đây là phe chuyên xáp lá cà, máu lại yếu nên rất dễ chết, cần phải tấn công du kích và ăn thịt người thì mới hồi phục lại máu chứ không thể tấn công công khai trước mặt đối phương đang dùng súng.

## Đón nhận
Next Generation đã đánh giá tích cực đối với phiên bản PC của trò chơi, cụ thể là đánh giá 4/5 sao và nói rằng "chơi như một Colonial Marine thực thụ, di chuyển trong bóng đêm với ánh đèn tắt và âm nhạc lấy cảm hứng từ bộ phim nổi lên, Alien vs Predator là một trò chơi hoàn toàn hấp dẫn đến đáng sợ".
Alien vs Predator nhận được đánh giá "có lợi" trên cả hai nền tảng theo trang web tổng hợp đánh giá GameRankings. IGN ca ngợi trò chơi vì cho phép người chơi đóng vai ba loại nhân vật khác nhau, mỗi nhân vật đều có yếu tố chơi độc đáo, "vui nhộn và đáng sợ cùng một lúc". GamePro cho rằng việc không có chế độ lưu tự do là một lỗ hổng lớn, nhưng vẫn ca ngợi trò chơi vì "đồ họa tuyệt vời, hiệu ứng âm thanh hoàn hảo, nhiều chế độ nhìn và không gian xung quanh", coi đây là "trò chơi đáng sợ nhất kể từ Half-Life". The Adrenaline Vault cho rằng cốt truyện thiếu chiều sâu là một thiếu sót lớn nhưng ca ngợi bầu không khí mà cơ chế nhập vai mang lại, mô tả khoảnh khắc bị tấn công bởi một facehugger trong trò chơi là "trong những khoảnh khắc này...đây là trò chơi tuyệt vời nhất mà tôi từng chơi".

## Phần tiếp theo
Phần tiếp theo có tên Alien vs Predator 2 được phát triển bởi Monolith Productions và phát hành bởi Sierra Entertainment vào năm 2001. Một lần nữa, trò chơi sẽ bao gồm các chiến dịch riêng biệt cho từng phe trong số ba chủng loài có thể chơi được, nhưng lần này các mục tiêu của mỗi phe được sắp xếp theo một cốt truyện chung và các chiến dịch có dự giao nhau trực tiếp tại một số địa điểm nhất định.